# Marta Souto
Marta Souto (15 de junio de 1943-8 de enero de 2025) fue una pedagoga, investigadora, escritora y docente argentina del campo de las ciencias de la educación, reconocida por su trabajo en el área de la educación pública y vinculada profesionalmente con la Universidad de Buenos Aires. En 2016 fue una de las ganadoras del Premio Konex en Educación.

## Biografía
Souto se licenció en Ciencias de la Educación por la Universidad de Buenos Aires, institución en la que realizó el doctorado en la misma especialidad. Más adelante se vinculó profesionalmente con la institución, desempeñándose como profesora titular en la Facultad de Filosofía y Letras. Allí creó y dirigió la Especialización en Formación de Formadores, y se desempeñó como vicedecana.
Paralelo a su labor en la universidad, trabajó como investigadora del Instituto de Investigaciones en Ciencias Educación y ofició como docente invitada en diversas universidades argentinas e internacionales. Escribió libros y artículos en revistas especializadas, y durante su carrera ha recibido reconocimientos como la designación de Caballero de Las Palmas Académicas de la República Francesa y el Premio Konex en Educación en 2016.